# Polar Park
Koordinaten: 68° 41′ 30,1″ N, 18° 6′ 35,3″ O
Der Polar Park ist ein Zoo in Bardu im norwegischen Fylke Troms. Etwa 230 Kilometer nördlich des Polarkreises gelegen, ist es nach eigenen Angaben der nördlichste Tierpark der Welt.

## Der Park
Der Zoo wurde am 18. Juni 1994 als Polar Zoo eröffnet und im Oktober 2014 in Polar Park umbenannt. Er verfügt über sehr weitläufige Gehege und belegt mit nur 12 Gehegen eine Fläche von 110 Hektar, bietet damit unter allen Zoos weltweit die größte Fläche pro Tier. Im Tierpark leben nur in der nordischen Region heimische Tiere und der Betreiber legt nach eigenen Angaben großen Wert darauf, die Tiere den Besuchern in möglichst naturnaher Umgebung zu präsentieren. Dies führte 2015 zu einem kuriosen Zwischenfall, als Jäger versehentlich zwei Elche des Zoos erschossen, ehe sie bemerkten, dass sich die Tiere in einem Gehege befinden.
Der Polar Park ist nahezu ganzjährig für Besucher geöffnet. Lediglich zu Weihnachten, am Neujahrstag und am norwegischen Verfassungstag bleibt der Park geschlossen. Samstags und sonntags findet jeweils um 13 Uhr eine Führung durch einen Tierpfleger statt.
Seit 2013 ist der Polar Park auch eines von vier über ganz Norwegen verteilten Raubtier-Besucherzentren. Ziel dieser von der norwegischen Umweltbehörde Miljødirektoratet geförderten Zentren ist es, die Besucher über die in Norwegen lebenden und über viele Jahre nahezu ausgerotteten Raubtiere objektiv und interessant zu informieren. Themen sind dabei die Biologie der Tiere, deren Lebensraum und Lebensweise, aber auch Konflikte im Zusammenleben mit den Menschen.
Der Park ist zudem ein Informationszentrum für den nur 12 Kilometer südöstlich liegenden Rohkunborri-Nationalpark, in dem einige der im Polar Park zu sehenden Tiere auch in freier Wildbahn leben.

## Die Tiere
Der Zoo hält neun Arten von Säugetieren.

### Raubtiere
Die Anlage beherbergt die nordischen Raubtiere Braunbär, Wolf, Luchs, Polarfuchs und Vielfraß. Der Vielfraß ist auch im Wappen der Kommune Bardu zu finden, in deren Gebiet der Tierpark liegt. Während die anderen Tiere in der Regel das ganze Jahr über von Besuchern beobachtet werden können, halten die derzeit 9 Braunbären des Zoos in den Wintermonaten ihren Winterschlaf.

### Nordische Huftiere
Neben den Raubtieren leben im Polar Park auch die nordischen Hirscharten Elch, Rentier und Rothirsch sowie Moschusochsen.

## Bilder einiger Tiere aus dem Polar Park

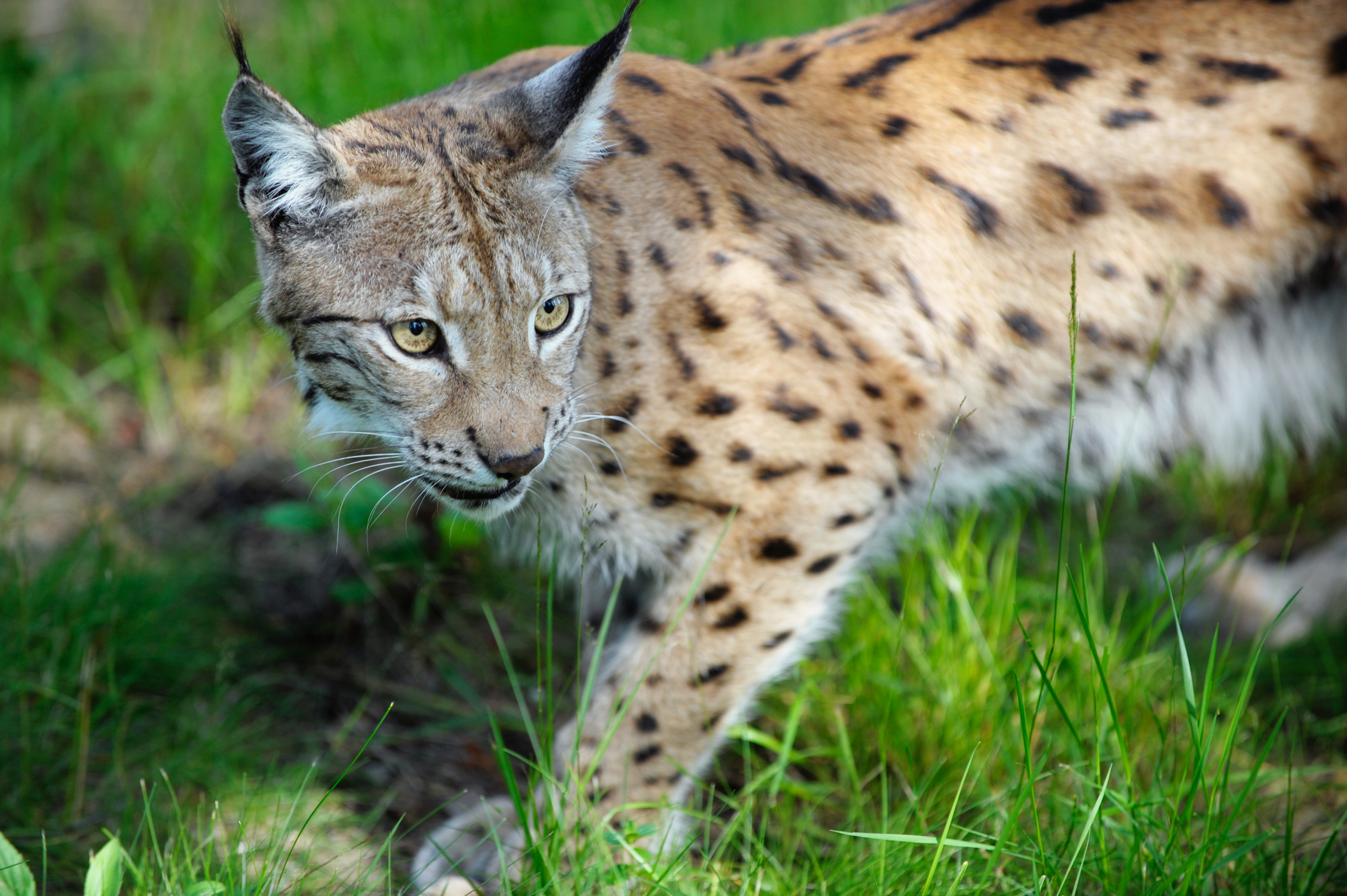
Ein Luchs
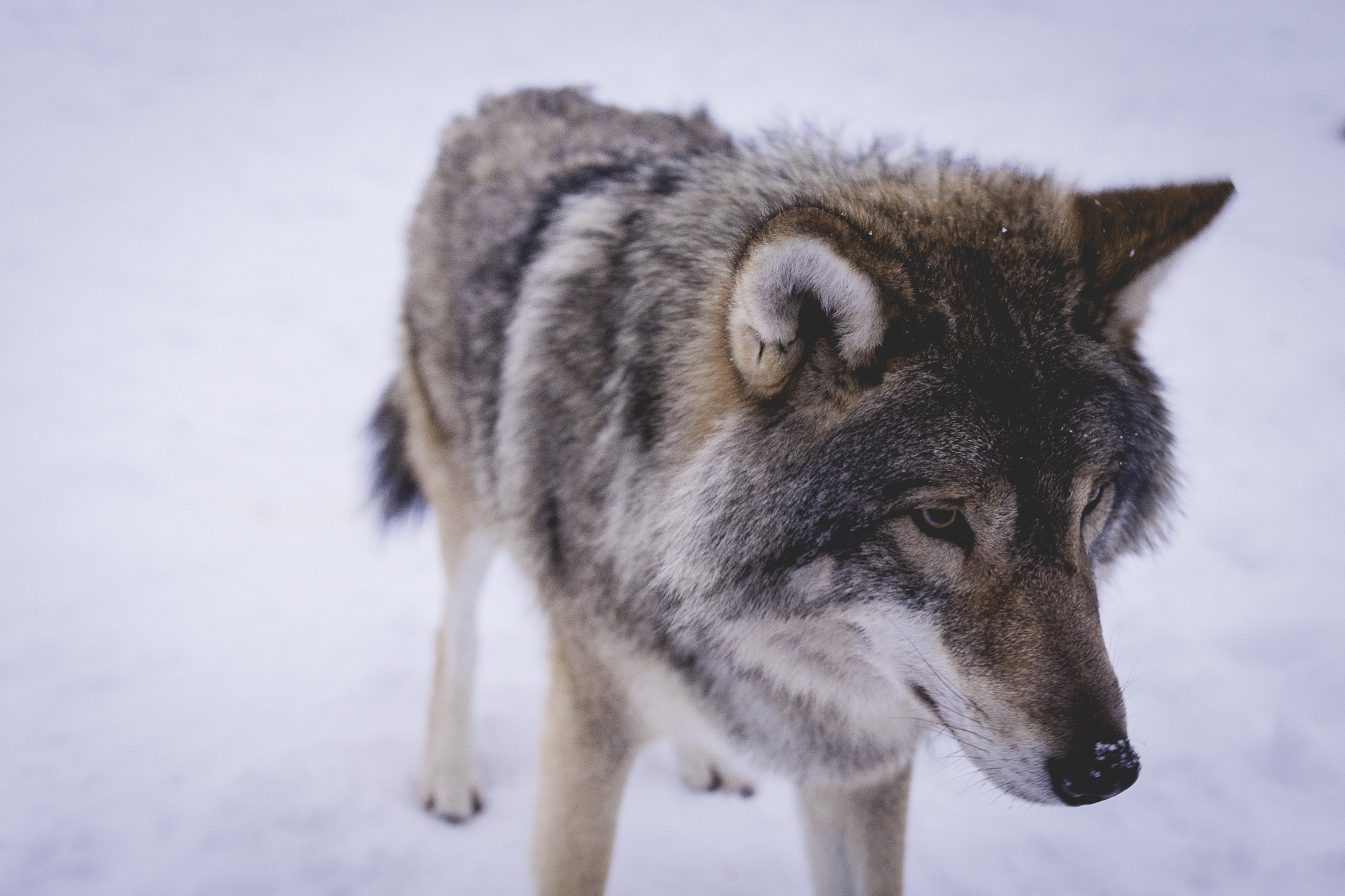
Ein Wolf im Winter
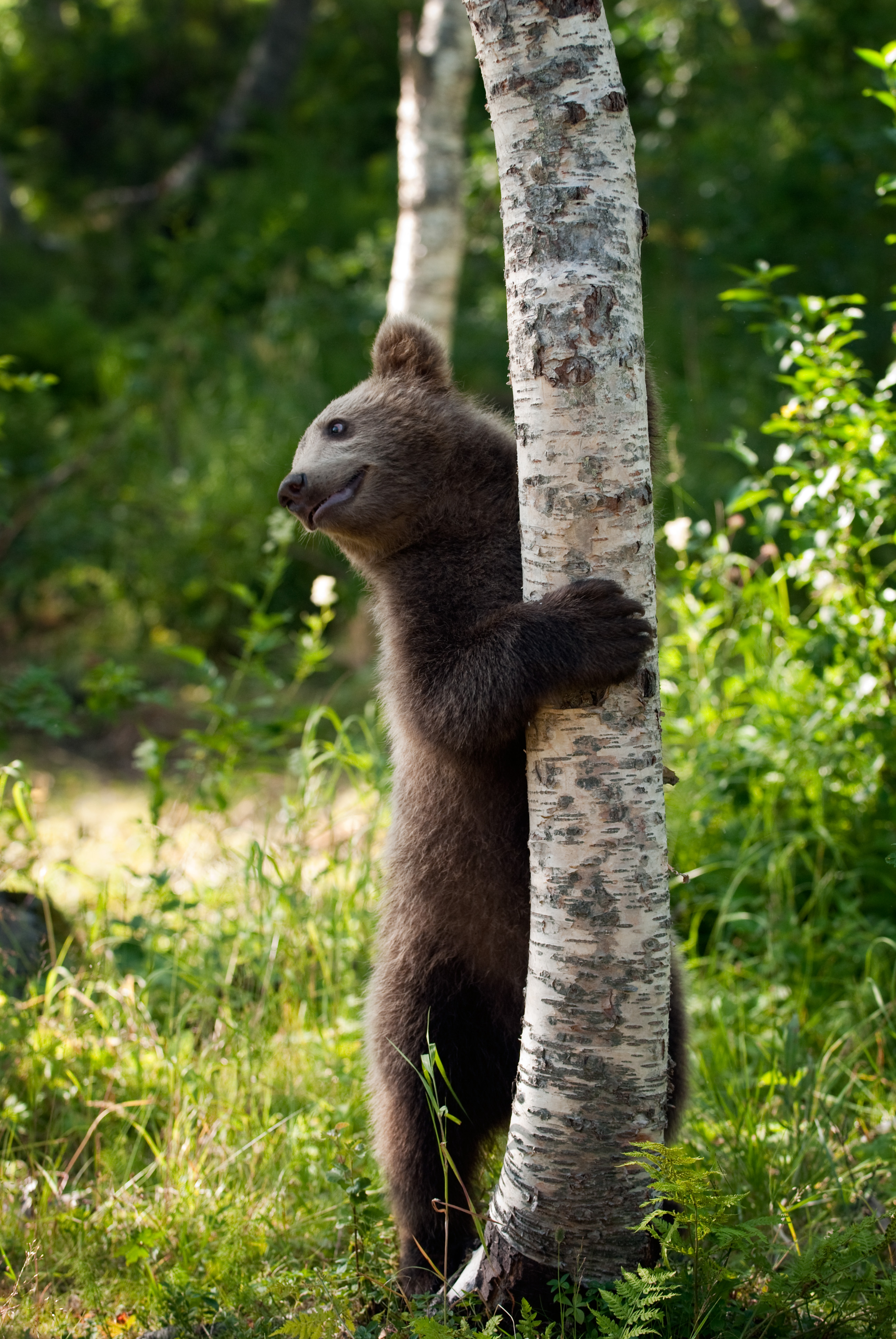
Ein Braunbär
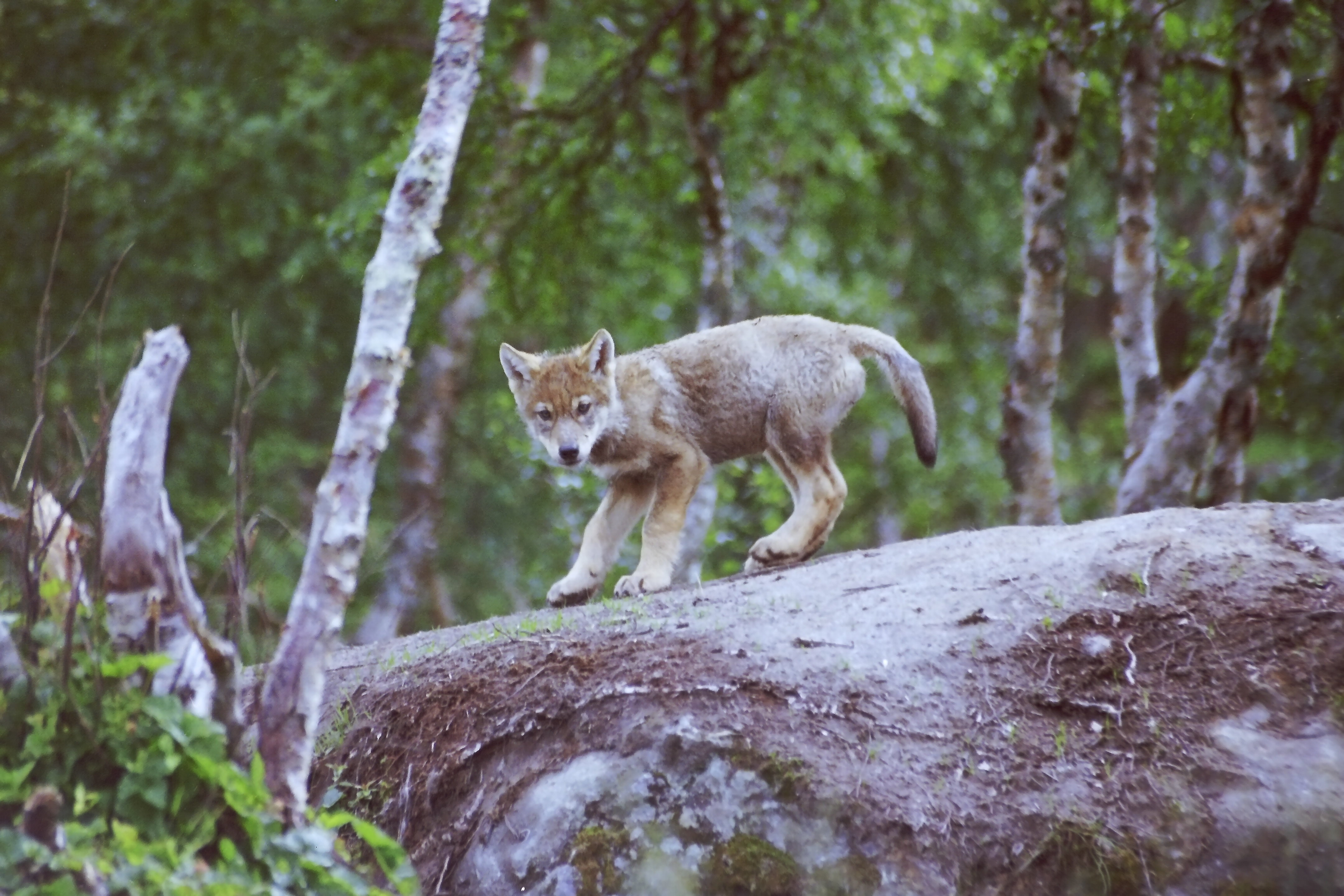
Ein Wolfswelpe
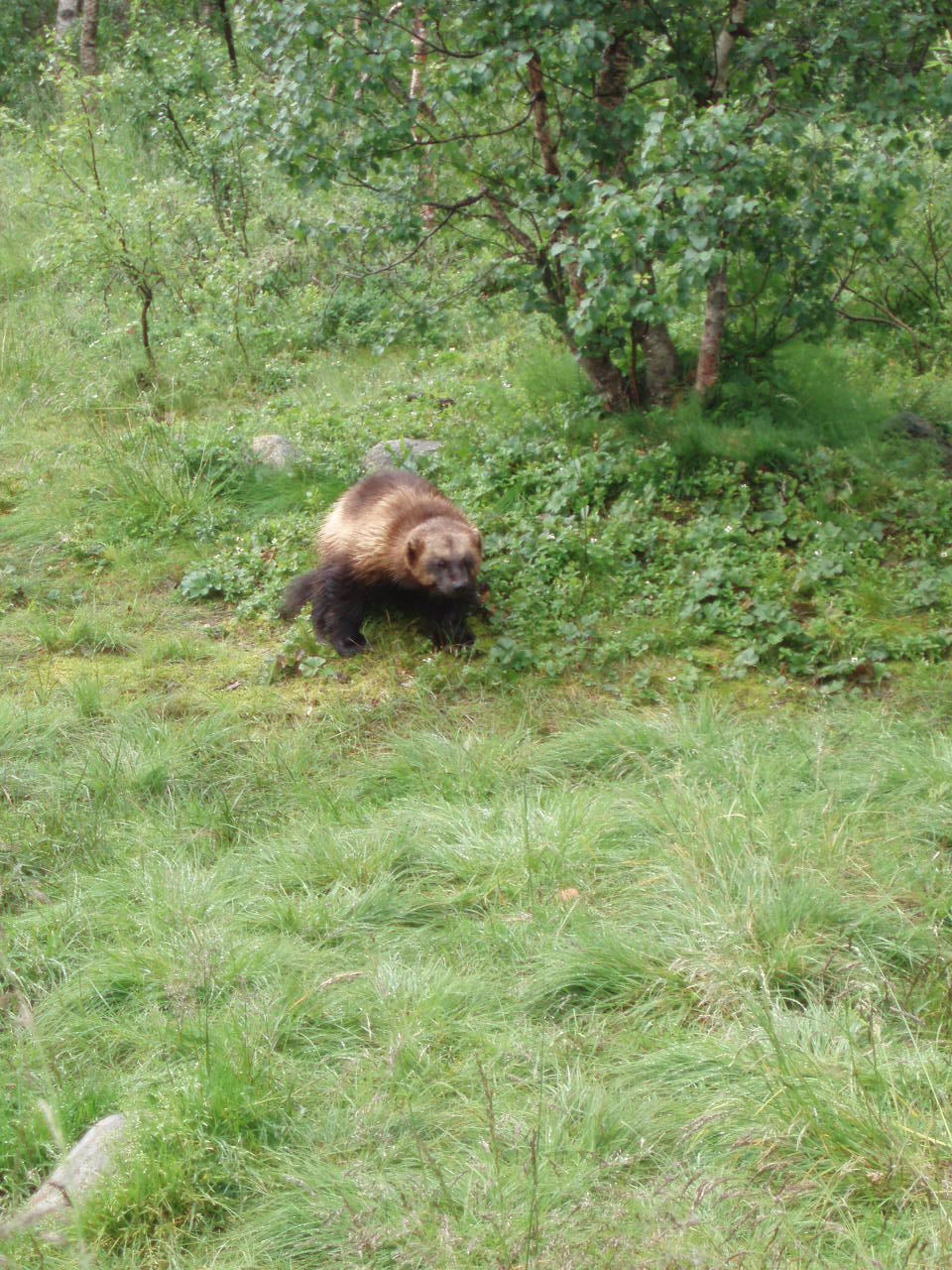
Ein Vielfraß